# Juan de Mariana

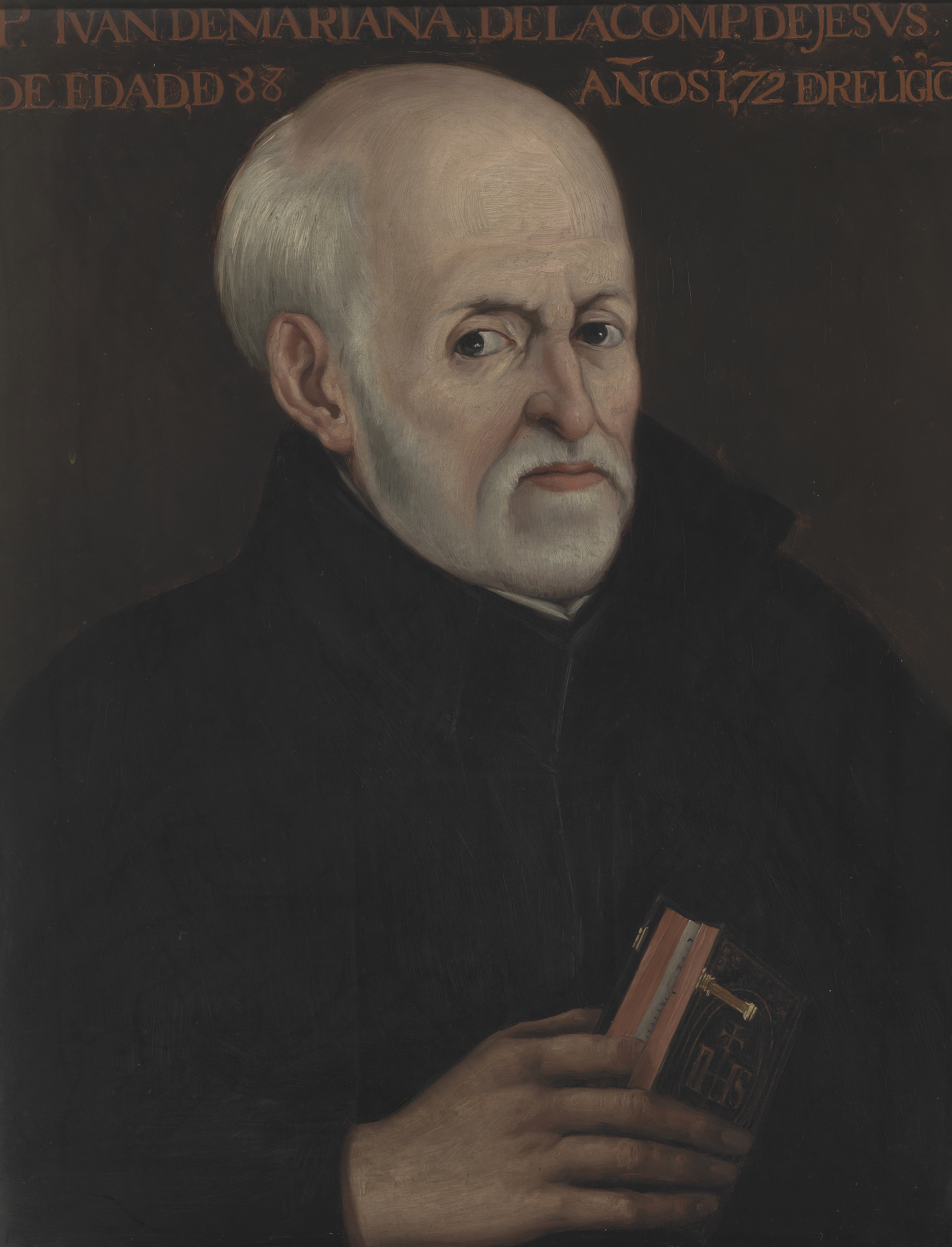
Juan de Mariana (Gemälde von Matías Moreno, Museo del Prado)

Juan de Mariana, auch Johannes Mariana bzw. Ioannes Mariana (* 25. September 1536 in Talavera de la Reina; † 17. Februar 1624 in Toledo) war ein spanischer Jesuit, Historiker und Staatstheoretiker.

## Leben
Mariana studierte an der angesehenen Universität Alcalá und trat im Alter von 17 Jahren dem Jesuitenorden bei. Er ging 1561 als Lehrer der Theologie nach Rom, wo Robert Bellarmin seine Vorlesungen besuchte. 1564–69 lebte er in Sizilien. Von 1569 bis 1574 hatte Mariana einen Lehrstuhl für Theologie in Paris inne, allerdings zwang ihn eine Krankheit zur Rückkehr nach Spanien. Er ließ sich in Toledo nieder und widmete sich der Schriftstellerei. Seine Geschichte Spaniens in lateinischer Sprache erschien 1592. Das Buch feierte die Größe Spaniens und war so erfolgreich, dass Mariana später noch die Regierungszeiten von Karl V., Philipp II. und Philipp III. bearbeitete und das Werk ins Spanische übersetzte (1601). Marianas Name ist allerdings wohl noch besser bekannt durch sein Werk De rege et regis institutione (1599), eine Schrift über den Ursprung und die Natur des Staates, in der er sich für das Recht von Rebellen aussprach, einen tyrannischen Fürsten zu ermorden. Sein Buch war unter anderem durch den von einem jungen Dominikaner, Jacques Clément, 1589 verübten Mord an Heinrich III. von Frankreich angeregt, den er als beispielhaften Tyrannenmord beschreibt. Der Gunpowder Plot (engl. für „Schießpulververschwörung“) in England 1605 und der Mord an Heinrich IV. von Frankreich 1610 wurden später für Taten gehalten, die von den Jesuiten inspiriert waren und als deren maßgebender Fürsprecher Mariana galt. Claudio Acquaviva, der General des Ordens, verurteilte jedoch Marianas Ansichten, und die letzten Lebensjahre des Autors waren von der Überprüfung seiner Schriften durch die Inquisition überschattet.

## Schriften
- Historiae de rebus Hispaniae. 1592 (seine span. Übers. erschien 1601)
  - (engl. Übers.) The General History of Spain. From the Peopling of it by Tubal, till the Death of King Ferdinand, who united the Crowns of Castile and Aragon. With a Continuation to the Death of King Philip III. Written in Spanish by the R.F.F. John de Mariana. To which are added, Two Supplements, the first by F. Ferdinand Camargo y Salcedo, the other by F. Basil Varen de Soto, bringing it down to the Present Reign. The Whole translated from the Spanish. By John Stevens. London: Richard Sare, Francis Saunders and Thomas Bennet, 1699
  - (frz. Übers.) Histoire Generale d’Espagne – Dissertation Historique sur les Monnoyes Antiques D’Espagne Traduite en françois avec des notes et des cartes par le P. Joseph-Nicolas Charenton. 1725.
- De monetae mutatione, dt.: Über die Münzveränderung, 1609, aus dem Lateinischen und mit Einzelerklärungen versehen von Josef Falzberger; Manutius-Verlag, Heidelberg 1996, ISBN 3-925678-55-7
- De rege et regis institutione, Toledo 1599; Neudruck: Scientia-Verlag, Aalen 1969, ISBN 3-511-00543-4